# Зелени зраци (позоришна представа)
Зелени зраци  је српска позоришна представа по тексту Горана Марковића.

## Радња
Прича о браку и погибији последњих Обреновића је постала део фолклора овог народа и нема тог Србина који о овој ствари не зна све детаље. Међутим, упркос томе што много не волим романсиране биографије, ова ме је прича деценијама прогањала. Можда због тога што је моја бака, као тринаестогодишња девојчица, са балкона своје куће, која се налазила преко пута Старог двора, посматрала убиство краља Александра и краљице Драге. Уживо, како се данас каже. То је био можда најупечатљивији доживљај у њеном животу: војници су кроз прозоре бацали делове краља и краљице увијене у беле, брокатне чаршаве, претходно их раскомадавши на билијарским столовима. Тако је почињао нови век у овим крајевима.
Ко зна колико сам времена потрошио покушавајући да на ту тему снимим филм пре него што ми је пала напамет замисао да све то пребацим у позориште и на тај начин некако реализујем своју опседнутост овим случајем. Одлука је, изгледа, била срећна јер ме је одвукла од замке историјске реконструкције и одвела ка суштини ствари – ка мелодрами. Чим сам престао да се бавим чињеницама и прешао на терен осећања, постао сам слободан; све се некако само од себе отворило.
Људи мисле да је у мелодрами центар интересовања осујећена љубавна веза. Не, важније је оно што је спречава, а то су друштвене околности које стоје на путу људима који се воле. Оно што у комаду „Зелени зраци“ спречава краљевски пар да реализује своју љубав, и на крају резултира поменутим масакром, исто је оно што нам се понављало и следећих стотину година. Несхватљива нетрпељивост према свему што је другачије. Осећање да имамо право да о другима судимо, и да им пресуђујемо. Одсуство примисли да можда нисмо у праву. Или да смо у праву баш онолико колико и они који мисле и осећају супротно.

## Улоге
| Глумац               | Улога                |
| -------------------- | -------------------- |
| Милош Крстовић       | Александар Обреновић |
| Исидора Рајковић     | Драга Машин          |
| Владан Живковић      | Фердинанд Kаулет     |
| Славица Радуловић    | Краљица Наталија     |
| Мирко Бабић          | Краљ Милан           |
| Миодраг Пејковић     | Апис                 |
| Драган Стокић        | Бењамин              |
| Саша Пилиповић       | Леонида Соларовић    |
| Александар Милојевић | Намесник Ристић      |
| Милић Јовановић      | Ђорђе Генчић         |
| Здравко Малетић      | Јован Мичковић       |
| Иван Видосављевић    | Михаило Срећковић    |
| Ненад Вулевић        | Официр               |
| Душан Станикић       | Официр               |
| Чедомир Штајн        | Официр               |